# Caterina Muth
Caterina Muth (* 30. Juni 1958 in Lenzen (Elbe)) ist eine deutsche Politikerin (Die Linke).

## Leben
Muth besuchte die Polytechnische Oberschule und machte die Ausbildung zur Instandhaltungsmechanikerin. Es folgte ein Studium zur Ingenieurin für Wasserwirtschaft an der Ingenieurschule Magdeburg und ein Fernstudium zur Diplomingenieurin für Wasserwirtschaft an der TU Dresden. Danach war sie in der Wasserwirtschaft Erfurt und im Reparaturwerk Neubrandenburg. Gegen Ende der DDR ließ sie sich zur Schneiderin ausbilden und war Lehrerin für Kostümkunde und Maschinenkunde an der Handwerkskammer Neubrandenburg und im Gewerbe als Schneiderin.
Caterina Muth ist verheiratet und hat 2 Kinder.
Von 1990 bis 2002 war Muth Abgeordnete im Landtag Mecklenburg-Vorpommern. Von 1994 bis 1999 war sie auch Fraktionsvorsitzende der PDS im Landtag, legte diesen Posten jedoch nieder, nachdem sie eines Ladendiebstahls verdächtigt worden war, den sie auch gestand. Nach der Zeit im Landtag machte sie die Ausbildung an der Grafik + Design - Schule in Anklam und war danach als Designerin in der Heussen GmbH Geldern und nebenberuflich als Grafikdesignerin tätig. 2006 wurde sie selbständige Unternehmerin als Grafikdesignerin bei designmuth. Von 2004 bis 2009 war sie Ratsfrau in Neubrandenburg und dort Finanzausschussvorsitzende.